# Landes-le-Gaulois

Landes-le-Gaulois este o comună în departamentul Loir-et-Cher, Franța. În 1 ianuarie 2022 avea o populație de 727 de locuitori.